# Сергий (Сигалас)
Митрополит Сергий (греч. Μητροπολίτης Σέργιος, в миру Анто́ниос Сига́лас, греч. Αντώνιος Σιγάλας; 1934, Пирей, Греция — 10 июля 2014, Салоники, Греция) — епископ Элладской православной церкви (формально также Константинопольской православной церкви), митрополит Гревенский, ипертим и экзарх всей Македонии (1976—2014).

## Биография
3 апреля 1955 года был рукоположён в сан диакона.
С 1957 по 1958 год служил проповедником в греческой армии в Элассоне.
В 1958 года окончил богословский институт Афинского университета.
25 января 1959 года был рукоположён в сан пресвитера.
С 1968 по 1976 год был настоятелем в Константино-Еленинском храме города Пирея.
С 1974 по 1976 год был помощником игумена Успенского мужского монастыря в Пендели. Одновременно трудился в канцелярии архиепископа Афинского Серафима.
C августа 1976 года митрополит Гревенский. Хиротонию соверишили: архиепископ Афинский Серафим (Тикас), митрополит Коринфский Пантелеимон (Караниколас), митрополит Неапольского Дионисий (Ладопулос), митрополит Ларисский Серафим (Орфанос), епископ Рогонский Каллиник (Карусос), епископоп Апамейский Иаков (Гарматис) (Константинопольский патриархат) и епископ Вавилонский Петр (Якумелос) (Александрийский патриархат). На этом посту осуществил работы по развитию Завордского Никаноровского монастыря: полностью обновил обитель, устроил там древлехранилище, издал кодексы монастыря и опубликовал его историю. Также составил и издал последования местным святым и историю Церкви Гревены.
В феврале 2014 года пострадал в ДТП, после чего в 424-м военном госпитале перенёс операцию.